# CC Het Spoor
CC Het Spoor is het cultuurcentrum van de stad Harelbeke nabij de openbare bibliotheek. Het heeft een aanbod voor woord, muziek, theater, comedy en films. De naam verwijst naar de nabijgelegen spoorlijn 75.
CC Het Spoor en de openbare bibliotheek openden in 1974 en kwam in de omgeving van de voormalige grootste Harelbeekse fabriek van toen, namelijk het houtverwerkingsbedrijf Charles Verstraete, in de volksmond beter gekend als 't Zwijntje.
In 2019 kondigde het stadsbestuur aan dat CC Het Spoor op lange termijn zal verdwijnen en een nieuw cultureel centrum zal bouwen in het centrum.